# Passerelle Debilly
La passerelle Debilly è un ponte di Parigi pedonale e ciclabile che attraversa la Senna.
Essa si trova tra i ponti d'Iéna e de l'Alma, collegando l'Avenue de New York (XVI arrondissement), all'altezza della rue de la Manutention, e il quai de Branly (VII arrondissement), in corrispondenza del centro dell'Espace Eiffel-Branly. Dal 18 aprile 1966 è classificata come monumento storico di Francia.

## Storia e descrizione

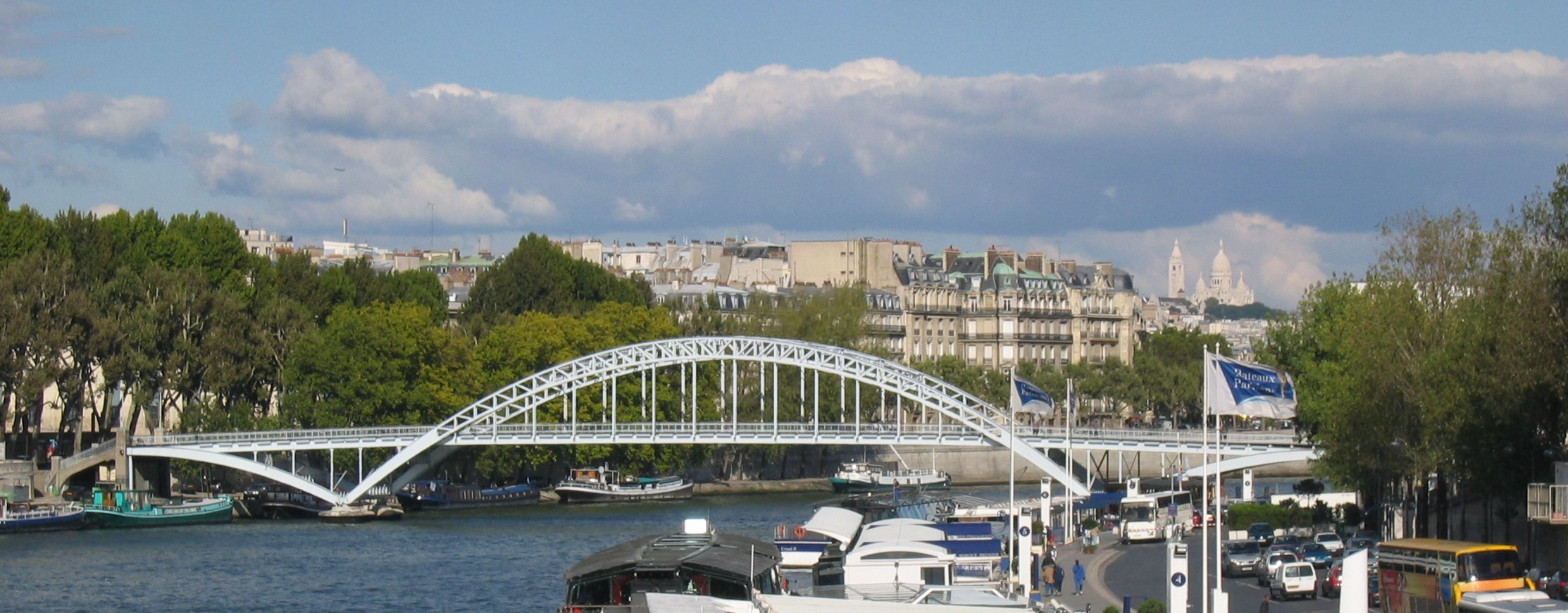
La passerella di giorno, con la Basilica del Sacro Cuore sullo sfondo.

Fu il commissario generale dell'Esposizione universale di Parigi del 1900, Alfred Picard, che decise il 26 ottobre 1898 di costruire una passerella provvisoria al fine di permettere la circolazione dei visitatori. La sua costruzione fu contemporanea a quella del ponte Alessandro III (dello stesso architetto Jean Résal, assistito da Amédée Alby, e della medesima impresa Daydé et Pillé) e del viadotto di Austerlitz.

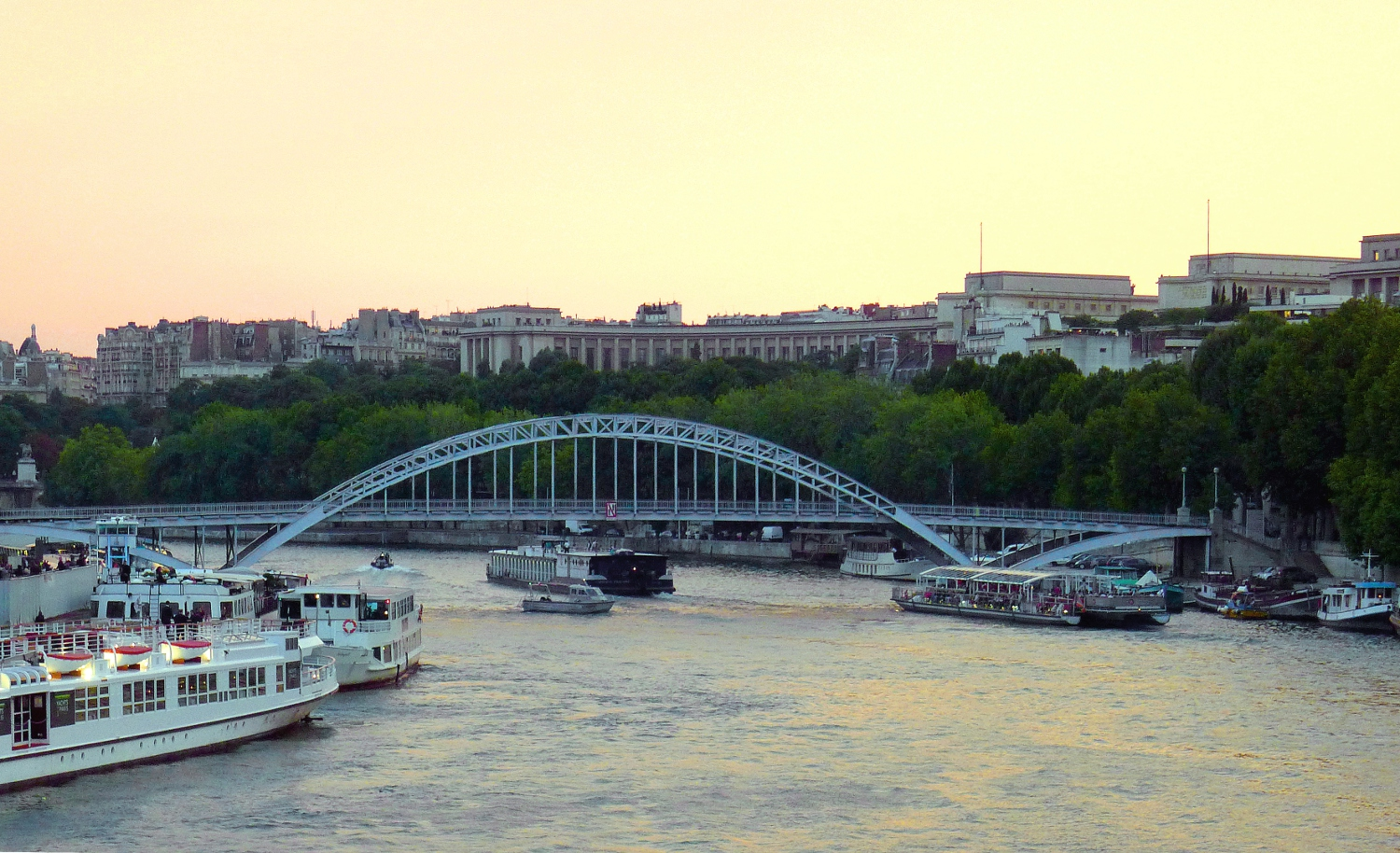
La passerella di sera, con il Trocadéro (alberi dei giardini del Trocadéro e palazzo di Chaillot) sullo sfondo

Subito chiamata «passerella dell'Esposizione militare», poi «passerella di Magdeburgo» e «passerella Debilly», dal nome di Jean Louis Debilly, un generale del Primo Impero morto nella Battaglia di Auerstädt nel 1806, prese definitivamente il nome di «passerelle Debilly», dopo essere stata leggermente spostata nel 1906 e divenuta proprietà della città di Parigi. Tra l'avenue de New-York (che ha portato il nome di quai Debilly fino al 1918) e la Senna, in direzione verso valle si trova anche il port Debilly.
La passerella è costruita su una carpenteria metallica poggiata su pilastri in muratura posti presso le rive, decorati con mattonelle in ceramica Gentil & Bourdet, di colore verde scuro simulante delle ondulazioni. Nel 1941 l'opera era ancora minacciata di distruzione dopo che il presidente della Società degli architetti l'ebbe qualificata come «accessorio dimenticato di una festa trascorsa». La passerella fu finalmente classificata nel 1966.

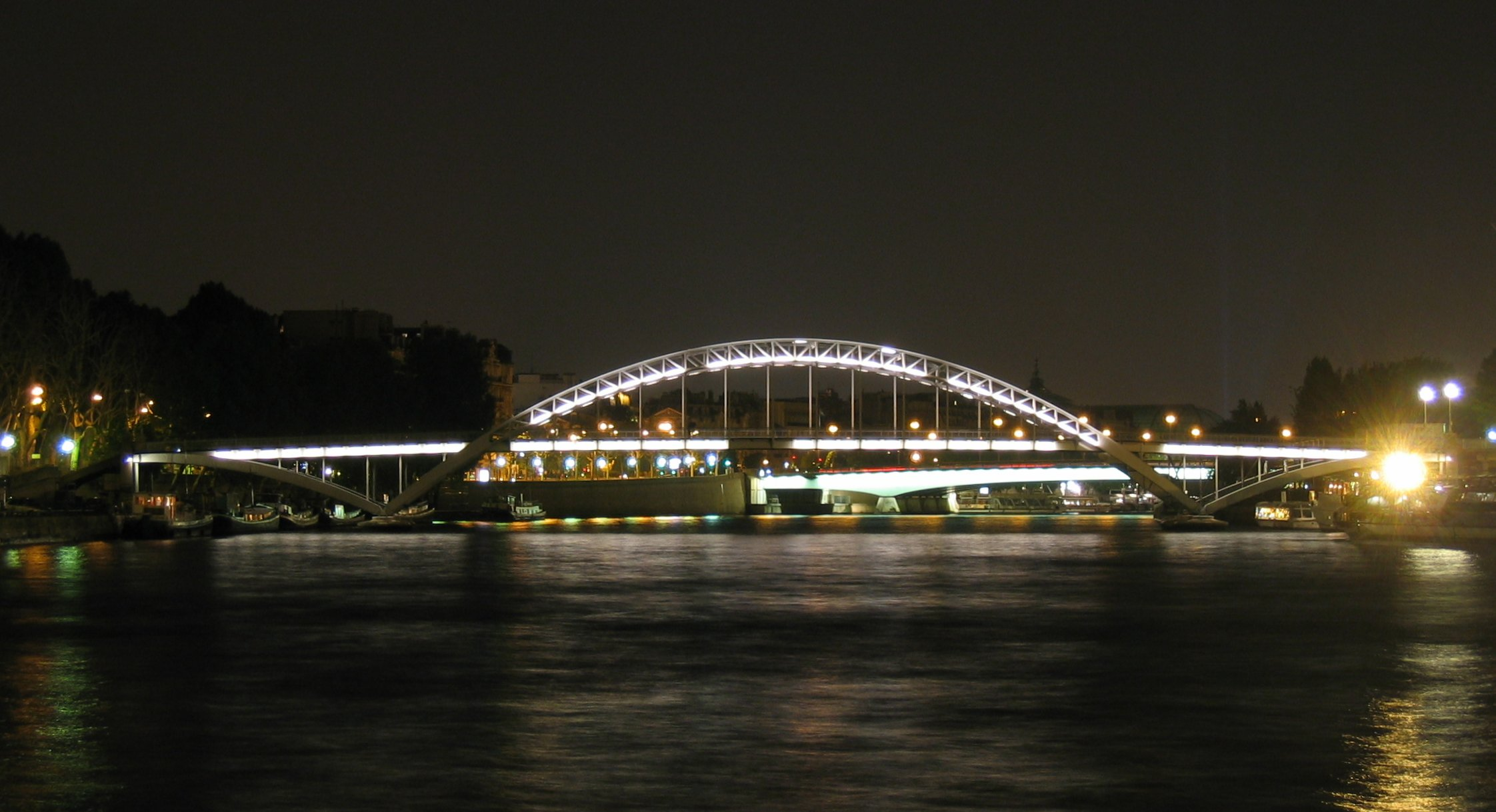
La passerella Debilly la notte

Ridipinta nel 1991, il suo rivestimento è stato restaurato nel 1997 con legni tropicali.

## Trasporti
La passerella Debilly è servita dal Métro con la stazione Iéna.

## La passerella nella cultura di massa
- Nel film The Dreamers - I sognatori di Bernardo Bertolucci del 2003, è sulla passerella Debilly che la sorella (Eva Green) evoca Jean Seberg che vende il New York Herald Tribune sui Champs-Élysées nel film Fino all'ultimo respiro di Jean-Luc Godard, del 1960[2].
- I rapper Nekfeu e Alpha Wann del gruppo rap francese del 1995 vi hanno girato una parte della loro clip Monsieur Sable nel 2011[3].
- La cantante Jenifer vi ha girato la sua clip L'amour Fou l'anno seguente[4].